# Eurasian Natural Resources Corporation
Eurasian Natural Resources Corporation PLC (ENRC) (LSE: ENRC) é uma corporação multinacional que concentra suas atividades no Cazaquistão e na África central. Sua sede era em Londres, no Reino Unido e foi mudada para Luxemburgo. Suas atividades englobam a mineração, metalurgia, energia, logística e marketing.
A ENRC foi formada em 1994, durante as privatizações no Cazaquistão, listada na Bolsa de Valores de Londres em 2006 e removida em 2013. Na Bolsa de Valores do Cazaquistão a empresa também não é negociada.
Atualmente a ENRC pertence à holding Eurasian Resources Group (ERG).
Um de seus representantes no Brasil é a Bahia Mineração S.A., principal empresa interessada na construção do Porto Sul, que tem sido considerado uma grave ameaça à mata atlântica do sul da Bahia.
Outras empresas do grupo no Brasil são a Mineração Minas Bahia S.A. (MIBA) e a Mineração Peixe Bravo S.A. (MPB).

## História
O patrimônio da empresa foi constituído em meados dos anos 1990, no processo de privatização ocorrido no Cazaquistão.
A forma atual da companhia foi estabelecida em 2006, como parte de uma reorganização dos negócios do grupo. Em um relatório obrigatório, a ENRC alegou uma receita de US $ 3.256 milhões para o exercício findo em 31 de dezembro de 2006 e US $ 1.856 milhões para os seis meses findos em 30 de junho de 2007. Até então ENRC era "sexto maior exportador mundial de minério de ferro em volume e o quinto maior fornecedor de alumina negociados por volume."
Logo após, em dezembro de 2007, as ações da empresa flutuaram em torno de 20% de seu valor patrimonial  na Bolsa de Londres.
Em dezembro de 2009 a Companhia concluiu a aquisição da Central African Mining Exploration Company (CAMEC). As operações da CAMEC incorporaram os ativos de cobre e cobalto na República Democrática do Congo, os projetos de desenvolvimento de carvão em Moçambique, bauxita no Mali, platina no Zimbabwe e fluorita na África do Sul, assim como transportes por caminhões e logística de negócios no continente africano. A Mina de Mukondo da CAMEC pode ser a reserva de cobalto mais rica do mundo. Cobre de Mukondo é refinado na usina Luita, com capacidade prevista de 100 mil toneladas por ano de cobre. Em julho de 2009 a CAMEC anunciou um acordo de longo prazo sob o qual CAMEC iria entregar toda a sua produção anual do cobalto concentrado de Mina de Mukondo para a Zhejiang Galico Cobalt & Nickel Materiais da China.
Em fevereiro de 2010 a ENRC adquiriu 90% da participação na Chambishi Metals PLC, uma instalação de fundição em Zâmbia, em conjunto com a participação em 100% da Comit Resources FZE, empresa de marketing e vendas com sede em Dubai que historicamente tem tratado das vendas de cobre e cobalto vendas da Chambishi. Em agosto de 2010 empresa adquiriu 50,5% da Camrose Resources Limited ('Camrose'). Camrose era dona de cinco licenças de mineração de alta qualidade de cobre e cobalto na República Democrática do Congo (RDC). Elas incluem o projeto de rejeitos Kolwezi, que o Governo da RDC tinha confiscado de First Quantum Minerals (FQM). FQM gastou C$ 750 milhões para desenvolver o projeto de Kolwezi. A ENRC pagou 175 milhões dólares por sua participação maioritária na Camrose.
Em setembro de 2010 a ENRC adquiriu 50% da Bahia Mineração S.A. e, em outubro de 2010, 100% da Mineração Minas Bahia S.A. (MIBA) e 51% da Mineração Peixe Bravo SA (MPB).
Em março de 2013 a ENRC foi forçada a assumir US $ 1,5 bilhões em perdas devido em grande parte a uma ação "onerosa" registrada em contrato com a empresa de alumínio da Rússia, Rusal, à qual deve fornecer alumínio a preços abaixo do valor de mercado.
Em 21 de abril de 2013, o jornal The Sunday Times revelou que três fundadores da ERNC, Alexander Mashkevitch, Patokh Chodiev e Alijan Ibragimov, estavam por trás de uma possível oferta de aquisição da ENRC. Após esta notícia, três altos executivos renunciaram e um quarto anunciou uma licença de ausência. Estes incluíram o Chefe de Recursos Humanos e a Secretária da Empresa. Em 23 de abril Mehmet Dalman, o presidente da ENRC, também renunciou e no dia seguinte o grupo confirmou que Gerhard Ammann, diretor não-executivo da ENRC e presidente do Banco Von Roll, um banco privado suíço, iria substituir o Dalman.
O Escritório de Fraudes Sérias da Inglaterra abriu uma investigação criminal contra as práticas comerciais da ERNC em abril de 2013.
O relatório anual divulgado em 30 de abril, disse que as autoridades do Reino Unido estão investigando se a ENRC infringiu as regras da Grã-Bretanha para as empresas cotadas em bolsa, especificamente em relação às aquisições realizadas na República Democrática do Congo e a venda em 2012 da empresa de manutenção ferroviária Zhol Zhondeushi para uma empresa ligada à família de um dos fundadores da ERNC.
Em novembro de 2013 a ENRC se retirou da Bolsa de Valores de Londres, depois dos grupos fundadores adquirirem a empresa juntamente com o governo do Cazaquistão. Dentre os acionistas, 96,7 % aceitaram a oferta de US$ 2,65 em dinheiro e 0,23 de uma ação da Kazakhmys para cada ação da ENRC.
Em fevereiro de 2014, foi relatado que a empresa teria de vender seus ativos internacionais, incluindo suas lucrativas minas de cobre na República Democrática do Congo, após os fundadores da empresa sofrerem crescente pressão para reembolsar o empréstimo que haviam feito na privatização da ENRC.
Em agosto de 2014 a agência Moody's rebaixou a classificação da ERNC devido aos altos riscos financeiros e de liquidez da empresa.

## Operações
A ENRC opera no Cazaquistão, China, Rússia, Brasil, República Democrática do Congo, Zâmbia, Moçambique e África do Sul.  O grupo é composto por 6 divisões: ferroliga, minério de ferro, alumina e alumínio, energia, outros metais não ferrosos e logística.

## Composição da corporação
Em abril de 2008, os acionistas fundadores da Eurasian Natural Resources Corporation Group afirmaram que "em última análise, indiretamente e em partes iguais eram proprietários" de várias empresas: Industrial Metals Technology Limited, Chesswood Holdings Limited, Blackmore Holdings Limited, Prentice Holdings Limited, Cretown Corporate Advisory BV, International Mineral Resources BV ('IMR') Serov Ferrochrome Producer (Serov SPA).   P. Chodiev, An Ibragimov e A. Machkevitch foram os acionistas fundadores da ERNC. Johannes Sittard foi o Diretor principal da ENRC e Sir David Cooksey foi o presidente não-executivo da ENRC.

### Conselho diretor
O conselho diretor da ERNC é composto pelos seguintes membros:
| Mehmet Dalman     | Presidente e diretor não-executivo                |
| Felix Vulis       | Principal executivo                               |
| Zaure Zaurbekova  | Diretora financeira                               |
| Jim Cochrane      | Diretor comercial, vendas & marketing e logística |
| Beat Ehrensberger | Conselheiro geral                                 |
| Victoria Penrice  | Secretária da companhia                           |
| Mounissa Chodieva | Diretora de investimentos & relações públicas     |

### Propriedade
O Eurasian Resources Group (ERG) é o atual proprietário da ENRC, que opera com uma empresa privada.

## Publicações da empresa
1. 1 2  «Key facts». ENRC. Consultado em 24 de março de 2012. Arquivado do original em 21 de março de 2012
2. 1 2 3  Preliminary Results 2012[ligação inativa]
3. ↑  «Eurasian Resources Group (ERG) is a Luxembourg-based natural resources company. It incorporates the assets of former FTSE-100 group, ENRC PLC, which it acquired in November 2013.». Consultado em 9 de dezembro de 2014. Arquivado do original em 16 de maio de 2008
4. ↑  
«Group Overview». ENRC. 2013. Consultado em 8 de dezembro de 2014. Arquivado do original em 2 de março de 2013
5. ↑  
«ENRC Prospectus: PricewaterhouseCoopers LLP report 2006-June 2007 Eurasian Natural Resources Corporation PLC, 16 St James's Street, London and Deutsche Bank AG, London Branch» (PDF). 2007. Consultado em 8 de dezembro de 2014. Arquivado do original (PDF) em 3 de março de 2016
6. 1 2  
«ENRC history». Enrc.com. Consultado em 18 de abril de 2011. Arquivado do original em 28 de maio de 2011
7. ↑  
«ENRC Divisions». ENRC. Consultado em 23 de março de 2013. Arquivado do original em 21 de maio de 2013
8. 1 2  «ENRC Regulatory News». Russia: ENRC. 4 de abril de 2008. Consultado em 23 de março de 2013
9. ↑  
«ENRC Group Overview». Enrc.com. Consultado em 18 de abril de 2011. Arquivado do original em 26 de maio de 2011